# Areias (São Paulo)
Areias is een gemeente in de Braziliaanse deelstaat São Paulo. De gemeente telt 3.690 inwoners (schatting 2009).

## Aangrenzende gemeenten
De gemeente grenst aan Cunha, Queluz, São José do Barreiro, Silveiras en Resende (RJ).